# Гренадерська дивізія «Фюрер»
Гренадерська дивізія «Фюрер» (нім. Führer-Grenadier-Division) — піхотна дивізія Вермахту за часів Другої світової війни.

## Історія
Гренадерська дивізія «Фюрер» була сформована 26 січня 1940 в Котбусі у III-му військовому окрузі (нім. Wehrkreis III) шляхом розгортання гренадерської бригади «Фюрер».

## Райони бойових дій
- Арденни (січень — лютий 1945);
- Східна Німеччина, Австрія (лютий — травень 1945).

## Командування

### Командири
- генерал-майор Гельмут Медер (нім. Hellmuth Mäder) (26 січня — 1 лютого 1945);
- генерал-майор Еріх фон Гассенштайн (нім. Erich von Haßenstein) (1 лютого — 8 травня 1945).

## Нагороджені дивізії
Нагороджені дивізії
|  | Кавалери Золотого Німецького Хреста                                                                        | 3                                                  |
|  | Кавалери Лицарського хреста Залізного хреста з Дубовим листям та Мечами                                    | 1 (№ 143 генерал-майор Гельмут Медер — 18.04.1945) |
|  | Кавалери Лицарського хреста Залізного хреста з Дубовим листям                                              | 1 (№ 877 майор Еріх Шмідт — 09.05.1945)            |
|  | Кавалери Лицарського хреста Залізного хреста                                                               | 11 у тому числі 4 непідтверджені/неофіційні        |
|  | Кавалери Почесної застібки Сухопутних військ «Почесна застібка на орденську стрічку для Сухопутних військ» | 2                                                  |